# Cormic Cosgrove
Cormic Francis Cosgrove (LaSalle, 15 febbraio 1866 – St. Louis, 6 luglio 1930) è stato un calciatore statunitense, di ruolo centrocampista.
Nel 1904 fece parte della squadra del St. Rose Parish che conquistò la medaglia di bronzo nel torneo di calcio dei Giochi della III Olimpiade.